# ファーミントン (ユタ州)
ファーミントン（Farmington）は、アメリカ合衆国ユタ州の都市。デービス郡の郡庁所在地である。人口は2万4531人（2020年）。ソルトレイクシティの北30キロメートルに位置している。

## 地理
西にグレートソルト湖、東にワサッチ山脈を望む風光明媚な土地である。

## 交通
ファーミントン駅ではユタ交通公社の通勤列車「フロントランナー」が利用できる。
幹線道路は州間高速道路15号線で、市内を南北に縦断している。

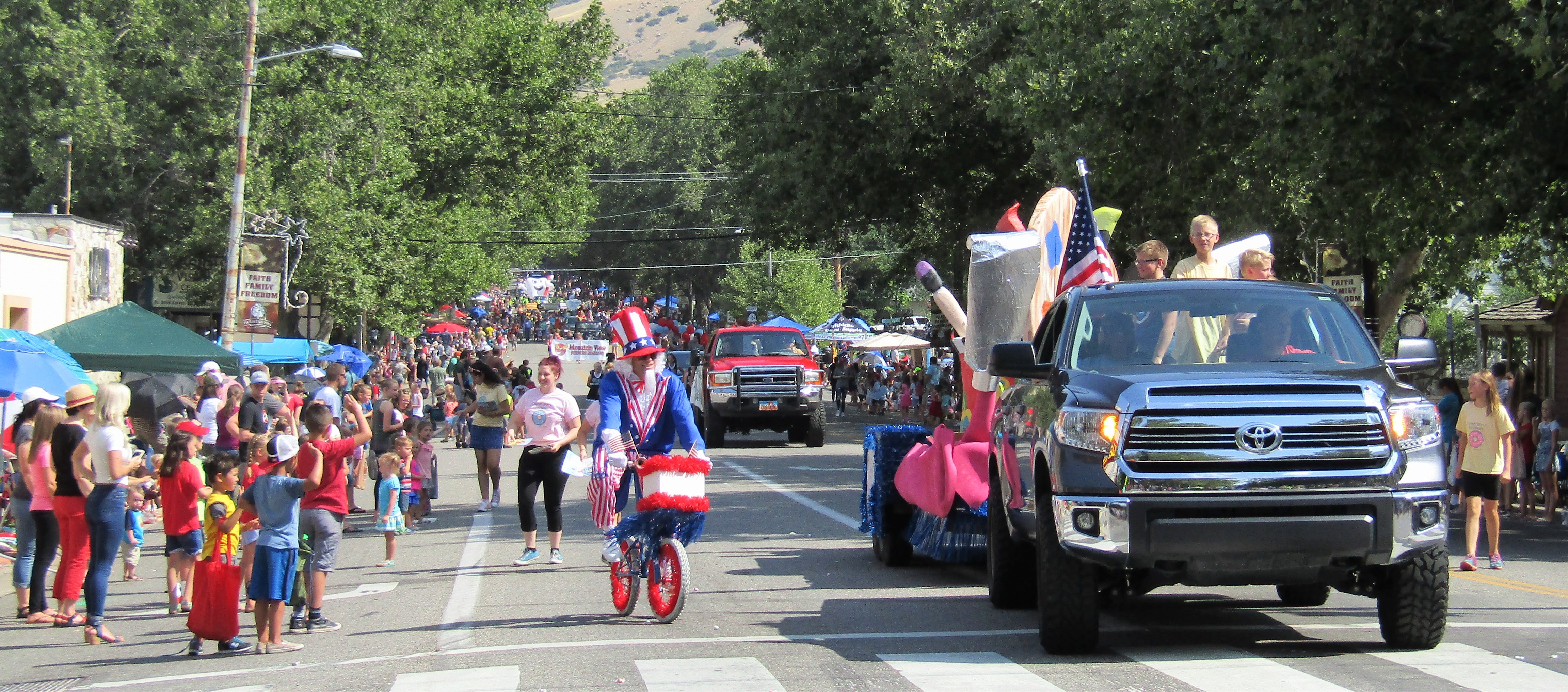
ファーミントン・フェスティバル